# Calypso (dokumentarfilm)
 For alternative betydninger, se Calypso. (Se også artikler, som begynder med Calypso)
Calypso er en dansk dokumentarfilm.

## Handling
Denne artikel mangler et handlingsreferat. Hjælp os med at skrive det.